# Khí cầu nhỏ lớp K
Khí cầu nhỏ lớpK là một lớp khí cầu do hãng Goodyear Aircraft Company ở Akron, Ohio chế tạo cho Hải quân Hoa Kỳ. Lớp khí cầu này được sử dụng để tuần tra và chống tàu ngầm.

## Biến thể
ZNP-K
ZPK
ZP2K
ZP3K
ZP4K
ZP5K
ZSG-3
ZSG-3
ZS2G-1

## Tính năng kỹ chiến thuật (K-14)
Đặc điểm tổng quát
- Kíp lái: 9-10
- Chiều dài: 251 ft 8 in (76.73 m)
- Đường kính: 57 ft 10 in (17.63 m)
- Thể tích: 425,000 ft3 (12,043 m3)
- Lực nâng có ích: 7,770 lb (3,524 kg)
- Động cơ: 2 × Pratt & Whitney R-1340-AN-2 radials, 425 hp (317 kW) mỗi chiếc mỗi chiếc

Hiệu suất bay
- Vận tốc cực đại: 78 mph (125 km/h)
- Vận tốc hành trình: 58 mph (93 km/h)
- Tầm bay: 2,205 dặm (3,537 km)
- Thời gian bay: 38 giờ  12 phút

Vũ khí trang bị
- 1 × Súng máy M2 Browning ,50 in (12,7 mm)
- 4 × bom chống tàu ngầm Mark 47 350 lb (160 kg)